# Осейдж (окръг, Оклахома)
Окръг Осейдж (на английски: Osage County) е окръг в щата Оклахома, Съединени американски щати. Площта му е 5967 km², а населението – 44 437 души (2000). Административен център е град Паухуска.